# Гавриловка (Сумская область)
Гавриловка (укр. Гаврилівка, до 2016 г. — Гришино) — село,
Гришинский сельский совет,
Роменский район,
Сумская область,
Украина.
Код КОАТУУ — 5924184701. Население по переписи 2001 года составляло 1143 человека.

## Географическое положение
Село Гавриловка находится на берегу реки Олава, выше по течению на расстоянии в 1,5 км расположено село Чижиково, ниже по течению примыкает село Бацманы.
По селу протекает пересыхающий ручей с запрудой.
Рядом проходит автомобильная дорога Н-07.

## История
- Известно с конца XVIII века как село Гавриловка.
- 1931 — переименовано в село Гришино.
- 2016 — селу возвращено историческое название Гавриловка.

## Экономика
- Молочно-товарная и птице-товарная фермы.
- ООО «Горизонт».

## Объекты социальной сферы
- Школа.
- Клуб.

## Достопримечательности
- Братская могила советских воинов.